# 61 ق هـ
61 ق هـ هي السنة الحادية والستون السابقة للهجرة النبوية، وهي توافق ما بين سنتي 562 و563 حسب التقويم الميلادي، أي أنها بدأت في سنة 562م وانتهت في سنة 563م.

## مواليد
عبيدة بن الحارث